# Fuad Quliyev
Fuad Quliyev (teljes nevén: Fuad Xəlil oğlu Quliyev; más írásmóddal: Fuad Guliyev, hibás magyaros átírással: Fuad Gulijev, cirill írásmóddal: Фуад Хәлил оғлу Гулијев; Baku, 1941. július 6. –) azeri olajmérnök, politikus, Azerbajdzsán miniszterelnöke (1994–1996).

## Élete
Fuad Quliyev 1941-ben született az akkor a Szovjetunió tagköztársasága, az Azerbajdzsáni Szovjet Szocialista Köztársaságnak fővárosában, Bakuban. 1958-ban érettségizett, 1963-ban végzett az Azerbajdzsáni Állami Olajipari Egyetemen, majd Belorusziában kezdett dolgozni egy cementgyárban mérnökként. 1965-ben tért vissza Bakuba, ahol egy kőolajipari kutatóintézetben 1973-ig - utóbb vezető kutatóként - berendezések, szerszámok, olajkutak egységeinek tervezésében, az ezekkel összefüggő kutatómunkákban vett részt. 1973 és 1977 között a Elm-İstehsalat Birliyində nevű légkondicionálókat gyártó vállalatnál dolgozott osztályvezetőként, majd 1982-ig főmérnökként. 1994-ig főigazgatóként vezette az üzemet. Azerbajdzsán függetlenségének elnyerését követően az Új Azerbajdzsán Párt (Yeni Azərbaycan Partiyası YAP) tagja lett.
1994-től az akkor létrehozott miniszterelnök-helyettesi pozíciót töltötte be Surət Hüseynov kormányfő mellett. Hüseynovot azonban a gəncəi lázadás miatt ősszel menesztette Heydər Əliyev államfő, és ügyvezető kormányfőnek nevezte ki Quliyevet. 1995-ben rendezték meg az első szabad parlamenti választásokat Azerbajdzsánban, melyen Quliyev is mandátumot nyert, illetve ekkor kapta első kormányalakítási megbízását. Kormányzása idején kiemelt jelentőséggel bírt Azerbajdzsán önálló külpolitikájának megteremtése, melynek érdekében számos találkozón vett részt más országok vezetőivel és diplomatáival - nem utolsósorban azért, hogy országának támogatottságot szerezzen Hegyi-Karabahhal kapcsolatban. Nagy hangsúlyt fektetett továbbá az ország ipari modernizálására, az ipari termelés - különösen az olajipar - hanyatlásának megakadályozására illetve lassítására, a termelés fellendítésére és a termelési eszközök modernizálására.
1996 júliusában Heydər Əliyev államfő a tévé egyenes adásában kritizálta Quliyevet a gazdaság siralmas állapotáért, és a burjánzó korrupcióért. Ezt követően a kormányfő egészségi állapotára hivatkozással lemondott, ügyvezetőként Artur Rasizadə lett a kormányfő 1996 novemberi végleges kinevezéséig. Quliyev kitöltötte parlamenti mandátumát (2000-ig volt képviselő).